# Porphyrinia candicans
Porphyrinia candicans är en fjärilsart som beskrevs av Jules Pièrre Rambur 1858. Porphyrinia candicans ingår i släktet Porphyrinia och familjen nattflyn. Inga underarter finns listade i Catalogue of Life.